# La Tossa (Alfara de Carles - Xerta)
La Tossa és una muntanya de 552 metres que es troba entre els municipis d'Alfara de Carles i de Xerta, a la comarca catalana del Baix Ebre.